# Echinocereus bristolii
Echinocereus bristolii ist eine Pflanzenart in der Gattung Echinocereus aus der Familie der Kakteengewächse (Cactaceae). Das Artepitheton bristolii ehrt den US-Amerikaner Barkley Bristol, der die Art entdeckte.

## Beschreibung
Echinocereus bristolii wächst anfangs einzeln und bildet später Gruppen, die aus bis zu 30 Trieben bestehen. Die hellgrünen zylindrischen Triebe sind zu ihrer Spitze hin verjüngt. Sie sind bis zu 20 Zentimeter lang und weisen Durchmesser von 5 Zentimeter auf. Es sind 15 bis 19 niedrige und scharfe Rippen vorhanden, die etwas gehöckert sind. Die darauf befindlichen weißlichen Dornen besitzen eine dunklere Spitze. Die meist drei Mitteldornen weisen eine Länge von bis zu 1 Zentimeter auf. Der untere von ihnen ist am längsten. Die 22 bis 24 an den Trieben anliegenden Randdornen sind bis 1 Zentimeter lang.
Die trichterförmigen Blüten sind rosafarben. Sie erscheinen nahe der Triebspitzen, sind 3,8 bis 8,5 Zentimeter lang und erreichen einen Durchmesser von 5,5 bis 10,5 Zentimeter. Die nahezu kugelförmigen Früchte reißen an ihrer Spitze auf.

## Verbreitung, Systematik und Gefährdung
Echinocereus bristolii ist im mexikanischen Bundesstaat Sonora verbreitet.
Die Erstbeschreibung durch William Taylor Marshall wurde 1938 veröffentlicht. Ein nomenklatorisches Synonym ist Echinocereus pectinatus var. bristolii (W.T.Marshall) W.T.Marshall (1956).
In der Roten Liste gefährdeter Arten der IUCN wird die Art als „Least Concern (LC)“, d. h. als nicht gefährdet geführt.

## Nachweise